# У Чжу, Мария
Мария У Чжу  (кит. 婦朱吳 瑪利 , 1850 года, Чжуцзяхэ, провинция Хэбэй, Китай — 20 июля 1900 года, там же) — святая Римско-Католической Церкви, мученица.

## Биография
Мария У Чжу родилась в 1850 году в деревне Чжуцзяхэ, провинция Хэбэй. Её муж Чжу Тяньсюань был старостой католической общины в деревне. Во время ихэтуаньского восстания в 1899—1900 гг. в Китае началось массовое преследование христиан. Католический священник Леон Манген укрепил деревню защитными устройствами, чтобы защитить своих прихожан от нападения повстанцев. В деревне также укрылся священник Павел Денн. 15 июля 1900 года деревня, где укрывались католические священники и другие верующие, подверглась нападения восставших боксёров, однако им не удалось с первого раза захватить укреплённую деревню. 20 июля 1900 года деревня была атакована двумя тысячами солдатами правительственной армии. Священники, чтобы как-то защитить верующих, укрыли их в церкви. Мария У Чжу приняла мученическую смерть вместе с другими верующими во время захвата повстанцами церкви, которая была подожжена восставшими боксёрами. Останки погибших были собраны через год в 1901 году и захоронены в новом храме, построенном на месте сожжённого.
Мария У Чжу была беатифицирована 17 апреля 1955 года Римским Папой Пием XII вместе с французским миссионером Леоном Мангеном и канонизирована 1 октября 2000 года Римским Папой Иоанном Павлом II вместе с группой 120 китайских мучеников.
День памяти в Католической Церкви — 9 июля.

## Источник
- George G. Christian OP, Augustine Zhao Rong and Companions, Martyrs of China, 2005, стр. 89 (недоступная ссылка)